# Mesquita Faisal
A Mesquita Faisal (em urdu:  فیصل مسجد‎) é a maior mesquita no Paquistão, localizado em Islamabad, a capital do país. A construção começou em 1976 e foi completada em 1986, pelo arquiteto turco Vedat Dalokay e se tornou um ícone da cidade. Seu nome é em honra do rei saudita Faisal bin Abdulaziz Al Saud.